# Carnaval de Solsona

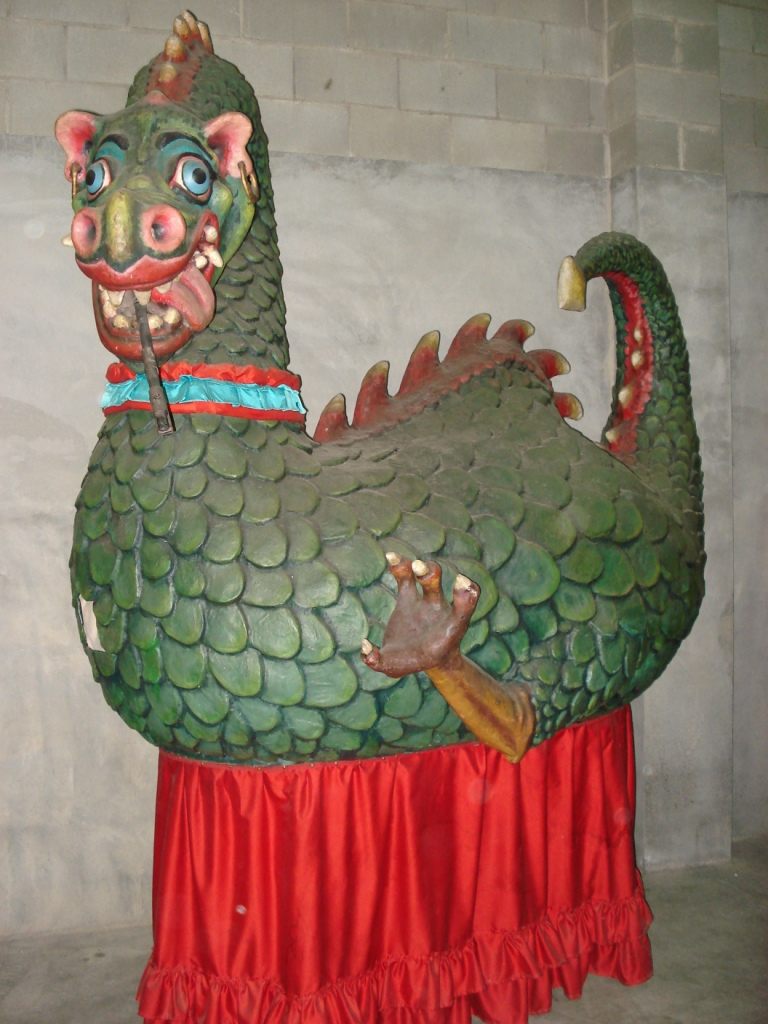
Draca del Carnaval de Solsona.

El Carnaval de Solsona es una fiesta popular que se celebra en la localidad de Solsona (Lérida) España. Empieza unos días antes del Jueves Lardero y acaba, como todo Carnaval tradicional, el Miércoles de Ceniza. Es uno de los carnavales más importantes, ostentando el título de "Fiesta de Interés Turístico", desde 1980.

## Historia

### Recuperación tras la Guerra Civil
Pese a existir documentos que constatan la existencia Carnavales anteriores a la guerra civil española, el Carnaval de Solsona actual renació el año 1971, tras la prohibición del año 1936.
Un grupo de jóvenes del pueblo se organizó para recuperar los actos y fiestas populares de cariz cultural. En 1971 se decidió, con el apoyo de la población así como de las autoridades locales, hacer llegar de nuevo tras 35 años a "Sa Majestat, el Rei Carnestoltes", es decir, Don Carnal; leer un sermón crítico y crónico, y quemar finalmente el muñeco del rey el Miércoles de Ceniza.
La fiesta fue un éxito, y el inicio (de nuevo) de una larga historia que un diario ya desaparecido tituló cómo:

La alegre subversión de un pueblo con sede episcopal.

### Finales de los 70 y años 80
En 1980 la fiesta fue declarada Fiesta de Interés Turístico.

### De los 90 hasta la actualidad
El Carnaval continúa arraigado en Solsona, siendo una de las principales fiestas de la población y de toda la comarca del Solsonés, atrayendo cada año a miles de visitantes.

## Principales actos
El Carnaval de Solsona está compuesto por más de 50 actos repartidos en 10 u 11 días: actuaciones de calle, conciertos y bailes, actuaciones para niños...etc. Destacan, principalmente:
- Jueves Lardero, Música Sorda y Baile Mudo
- Bajada de Boits
- Mercado de Carnaval
- Llegada de Don Carnal
- Colgada del Burro
- Baile del Escaldado
- Sermón
- Carnaval Infantil
- Higos, torta y vino blanco

## Colgada del burro

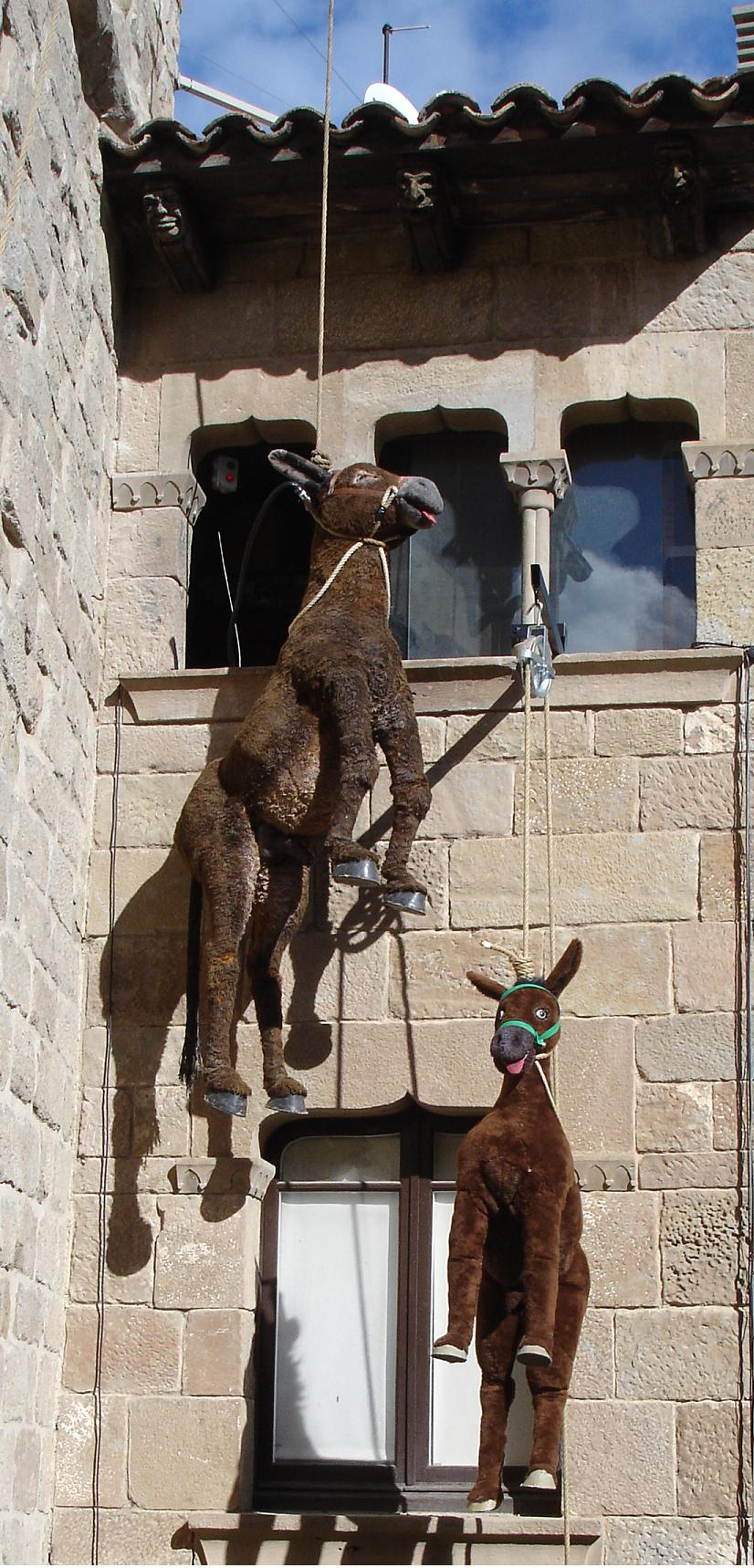
Burros colgados durante el Carnaval de Solsona.

A las gentes de Solsona se les denomina mataburros, ya que según explica la leyenda:

...en uno de los campanarios de la ciudad crecían unas hierbas, y los solsonins las querían limpiar, y se envió un burro a comérselas. Pero, claro, al ser la escalera tan estrecha, los encargados decidieron hacer subir al pollino colgado... del cuello, como no. Mientras la pobre bestia agonizaba, no pudo aguantar más la vejiga y la vació sobre los presentes.

Por ello, los solsonins, haciendo uso del sentido del humor, empezaron a realizar la "Colgada del Burro" (en catalán: Penjada del Ruc), lógicamente no con un animal de verdad, sino con un burro de cartón-piedra y de peluche, con un mecanismo para simular la última micción de la pobre bestia de la leyenda. Y desde entonces, este acto, que se lleva a término el sábado de Carnaval por la noche, se ha convertido en el emblema de la fiesta y en uno de los momentos más impactantes y emotivos de la misma. 
El sábado de Carnaval por la noche, se cuelga el burro al compás de la canción A Solsona bona gent, que la gente de la plaza canta mientras se va subiendo el burro hasta arriba del campanario de la Torre de les Hores. La letra, en catalán, es la siguiente:

A Solsona bona gent,
a Solsona bona gent,
si no haguéssin mort el ruc,
si no haguéssin mort el ruc.
 
Fa molts anys a dalt del campanar,
aquí a Solsona, aquí a Solsona
fa molts anys a dalt del campanar
aquí a Solsona el vam penjar, el vam penjar!!!
 
Adéu siau, ens en anem
i no sabem quan tornarem.
Som governats per quatre rucs
mal educats, mal educats

### Polémica
En 1986, y a raíz de unas imágenes emitidas en algunos informativos, varias personas creyeron que aquello que colgaba del campanario era un burro de verdad, y denunciaron "tan macabra fiesta" en los apartados de cartas al director de diferentes rotativos (20 de febrero en La Vanguardia,; 13 y 18 de marzo en El Periódico de Catalunya; marzo de 1986 en el Diari de Terrassa), pretendiendo salvar al asno de tan escalofriante final, y la polémica que originaron fue tal que se impulsó la fiesta hacia una de sus etapas más productivas, convirtiendo la colgada en uno de los actos estrella del Carnaval gracias a esta propaganda

### Higos, torta y vino blanco
Este es uno de los actos más antiguos del Carnaval, puesto que se tiene constancia que ya se llevaba a término en los Carnavales anteriores a la Guerra Civil.
Consiste en un recorrido por el pueblo, mientras se van repartiendo higos, torta y vino blanco, y en las diferentes paradas en las plazas del casco antiguo, se baila y canta al sonido de la canción que trae el mismo nombre:

El darrer dia del carnestoltes,
fadrins i noies pels carrers van,
I la gent crida perquè els convidin
a aiguardent, figues, coca i vi blanc...

## Organización
Inicialmente, el Carnaval de Solsona lo fueron organizando los jóvenes del pueblo mediante un grupo conocido como Les Joventuts Solsonines y a partir de 1977, se creó la Asociación de Fiestas del Carnaval de Solsona, entidad cultural sin ánimo de lucro encargada de la preparación y ejecución de la fiesta. Esta entidad, integrada por entre 10 y 25 miembros activos y con aproximadamente 700 socios, es la propietaria de todos los elementos folclóricos así como de todas las carrozas, disfraces etc. que se utiliza para la preparación y ejecución del Carnaval.

## Gigantes, patums y otros
Solsona es conocida por su gran tradición folclórica de los gigantes, y el Carnaval, como fiesta de gran importancia dentro la ciudad, tiene un amplio patrimonio de esta índole. En este aspecto, destaca la figura de Manel Casserres, así como la de su hijo Manel Casserres Solé.
Solsona tiene dos familias de gigantes. La ceremonial y solemne, típica de la mayoría de ciudades y que se pasean por la Fiesta Mayor de Solsona, y los de Carnaval, clasificados comogigantes manotes. Los gigantes del Carnaval están encabezados por la denominada La Familia Loca, cuatro gigantes obra de Manel Casserres, de formas graciosas y burlescas, que animan los días de Carnaval al sonido de la canción del Sople, vapuleando a la concurrencia con sus brazos móviles cuando avanzan girando sobre sí mismos.
Desde la creación del Gigante Loco, obra emblemática del Carnaval y del maestro realizada en 1978, el número de gigantes y otras figuras del Carnaval no ha parado de crecer año tras año.
La relación de gigantes de la fiesta es:
- Gegant Boig
- Geganta Boja
- Geganteta Boja
- El Mocós
- Xut
- Xut infantil
- Draca
- Draca infantil
- Espedrera
- Onada
- Flama
- Els Nans
- Comte de l'Assaltu
- Vaqueta Estefania
- Ruc
- Ruc infantil
- L'Olímpic
- Tòfol Nano
- Pop

## Bailes
Los gigantes hay días de Carnaval que salen a bailar en la plaza mayor de Solsona. La gente hace un círculo al rededor del gigante que baila.
Los órdenes en que bailan son:
1. La Vaqueta
2. El Pep dels Oriols
3. L'Olímpic
4. L'Espedrera, la Flama i l'Onada
5. La Draca
6. Els Nans
7. El Xut
8. El compte de l'assaltu
9. 4 bojos (Gegant Boig, Geganta Boiga, Geganteta i el Mocós)
10. El Tòfol Nano